# Ma super nièce !
Pour plus de détails, voir Fiche technique et Distribution.
Ma super nièce !, ou La Quart-arrière au Québec, (titre original : The Longshots) est un film américain réalisé par Fred Durst, tourné 2007 et sorti en 2008. Il s'inspire de la vie de Jasmine Plummer, une très jeune joueuse de football américain.

## Synopsis
Un groupe de jeunes désœuvrés, c’est tout ce dont peut disposer la petite ville de Minden, Illinois, pour composer son équipe de foot U.S. Jusqu’à l’arrivée de Curtis Plummer. En effet, son arme n’est personne d’autre que sa nièce Jasmine. Pour la première fois, le quart-arrière sera une fille sur le terrain. Et pour la première fois, l’équipe pourra rêver d’atteindre les sommets…

## Fiche technique
- Titre français : Ma super nièce !
- Titre original : The Longshots
- Réalisation : Fred Durst
- Pays d'origine :  États-Unis
- Genre : Comédie dramatique, Film biographique, Film sur le sport
- Budget : 23 millions [1]

## Distribution
- Ice Cube (VQ : Gilbert Lachance) : Curtis Plummer
- Keke Palmer (VQ : Catherine Brunet) : Jasmine Plummer
- Matt Craven (VQ : Sébastien Dhavernas) : Coach Fisher
- Dash Mihok (VQ : Benoit Rousseau) : Cyrus
- Tasha Smith (VQ : Élise Bertrand) : Claire Plummer
- Jill Mary Jones (VQ : Nadia Paradis) : Ronnie Macer
- Garrett Morris (VQ : Jean-Marie Moncelet) : Révérend Pratt
- Malcolm Goodwin (VQ : Thiéry Dubé) : Roy
- Kofi Siriboe (VQ : Hugolin Chevrette) : Javy Hall
- Michael Colyar (VQ : Denis Michaud) : Ennis

- Source VQ sur DoublageQuébec[2]